# Oceanites
Oceanites – rodzaj ptaków z rodziny oceanników (Oceanitidae).

## Rozmieszczenie geograficzne
Rodzaj obejmuje gatunki występujące na Oceanie Południowym i Spokojnym oraz na umiarkowanych wodach Oceanu Atlantyckiego i Indyjskiego.

## Morfologia
Długość ciała 15–20 cm, rozpiętość skrzydeł 34–42 cm; masa ciała 14–50 g.

## Systematyka
Rodzaj zdefiniowała w 1840 roku para niemieckich zoologów, Eugen von Keyserling i Johann Heinrich Blasius, w publikacji własnego autorstwa poświęconej kręgowcom Europy. Gatunkiem typowym jest (późniejsze oznaczenie) oceannik żółtopłetwy (O. oceanicus).

### Etymologia
- Oceanites: w mitologii greckiej Okeanidy (łac. Oceanides lub Oceanitides) były nimfami morskimi, w liczbie trzech tysięcy, córkami boga mórz Okeanosa i bogini Tetydy[6].
- Procellata: zbitka wyrazowa nazw rodzajów: Procellaria Linnaeus, 1758 (burzyk) i Fregetta Bonaparte, 1855 (oceannik)[7]. Gatunek typowy: Procellaria oceanica Kuhl, 1820.

### Podział systematyczny
Do rodzaju należą następujące gatunki:
- Oceanites oceanicus (Kuhl, 1820) – oceannik żółtopłetwy
- Oceanites gracilis (Elliot, 1859) – oceannik krótkodzioby
- Oceanites barrosi Norambuena, Barros, Jaramillo, Medrano, Gaskin, T. King, K.A. Baird & Hernández, 2024 – oceannik andyjski
- Oceanites pincoyae Harrison, Sallaberry, Gaskin, K.A. Baird, Jaramillo, Metz, Pearman, O’Keeffe, Dowdall, Enright, Fahy, Gilligan & Lillie, 2013 – oceannik białoskrzydły